# Lunde kommun
Lunde kommun (norska: Lunde kommune) var en kommun i Telemark fylke i sydöstra Norge. Kommunen omfattade den västra delen av nuvarande Nome kommun. Tätorten Lunde (Bjervamoen) utgjorde kommunens centralort.

## Administrativ historik
Lunde kommun upprättades den 1 januari 1867 genom utbrytning ur Bø kommun. Kommunen hade 2 257 invånare vid upprättandet.
Den 1 januari 1964 gick Lunde kommun, tillsammans med huvuddelen av Holla kommun, upp i den då nybildade Nome kommun. Kommunens hade då 3 080 invånare.